# کریستیان اشتاینهامر
کریستیان اشتاینهامر (آلمانی: Christian Steinhammer; ۲۱ اکتبر ۱۹۸۸) دونده دو استقامت اهل اتریش بود.